# Pbil m/25, m/26
Pansarbil m/25, m/26 (укр. Пансарбіл м/25, м/26, pansarbil — бронеавтомобіль), скорочено — Pbil м/25, м/26 — шведський бронеавтомобіль. Розроблений компанією Tidaholms Bruk (укр. Тідахольмс Брук) в 1925 році на шасі вантажного автомобіля.

## Історія
На початку 20-х років Швеція займалася будівництвом своїх бронетанкових військ. Зважаючи на відсутність досвіду в цій сфері шведські оборонні підприємства звернулися за допомогою до німецьких колег. Першим результатом шведсько-німецького співробітництва став легкий танк Strv fm/21.
У 1924-25 роках група шведських військових інженерів відвідала декілька закордонних підприємств, у тому числі і завод чехословацької компанії Skoda. Серед шведських делегатів, що відвідали заводи Чехословаччини, був капітан Вільгельм Оделберг. Незабаром після закінчення поїздки військове відомство Швеції сформувало групу інженерів, на чолі якої був поставлений Оделберг. Завданням фахівців стало вивчення закордонного досвіду та створення власного проекту бронеавтомобіля. Шведська промисловість раніше не займалася такими проектами, але група Оделберга компенсувала відсутність досвіду великим ентузіазмом.

### Pbil m/25
На створення документації пішли лічені місяці. Вже наприкінці 1925 року дослідний зразок бронеавтомобіля Pansarbil м/25 вийшов на випробування. Базове шасі півторатонної вантажівки оснащувалося бензиновим двигуном потужністю 36 к.с. і механічною трансмісією. Для підвищення живучості в бойових умовах шасі отримало нові колеса з безкамерної шиною з жорсткої гуми. Підвіска залишилася колишньою, в ній використовувалися листові ресори. Броньований корпус машини Pbil м/25 пропонувалося збирати з листів завтовшки 5 мм.
Екіпаж першого шведського броньовика складався з чотирьох осіб: двох механіків-водіїв, командира і стрільця. Бойова маса машини не перевищувала 5 тонн. В середині бронеавтомобіль був розділений на моторне і бойове відділення. Для підвищення маневреності в бойовій обстановці броньовик Pbil м/25 отримав два поста управління. Основний розмістили в передній частині бойового відділення. Механік-водій міг спостерігати за дорогою через відкритий люк в передньому листі корпусу, який в бою закривався кришкою з оглядовою щілиною. Ще дві оглядові щілини були зроблені в бортах корпусу. Другий механік-водій розташовувався в кормовій частині бойового відділення, у додаткового поста управління. Кормове робоче місце водія мало скорочений склад устаткування і менш зручні засоби спостереження: три щілини.
До кінця 1925 року компанія Tidaholms Bruk AB побудувала перший прототип нового броньовика. Дослідна машина не отримала бронювання, її корпус був зібраний зі звичайної сталі. Це було зроблено з метою економії, а також через небажання ускладнювати будівництво машини, яка навряд чи буде використовуватися за межами полігону. Подібна економія майже ніяк не позначилася на результатах випробувань.
Випробування показали, що перший прототип бронемашини має занадто слабкий двигун. Дослідний бронеавтомобіль Pbil м/25 на шосе розганявся лише до 45 кілометрів на годину. Швидкість і прохідність на пересіченій місцевості виявилися незадовільними. Крім того, всього один кулемет не міг забезпечити достатню вогневу міць. За результатами випробувань було вирішено використовувати перший прототип як платформу для створення нових зразків.

### Pbil m/25-2
Незабаром після цього була побудована друга машина, в деяких джерелах згадується як, м/25-2. Новий броньовик був схожий на перший, проте в його конструкції з'явилися кілька нововведень. Змінам піддалася конструкція башти (як озброєння залишили кулемет), лобовий люк водія і т. д. За замовленням військових, інженери під керівництвом В. Оделберга і фірма Tidaholms Bruk AB допрацювали ходову частину. У її складі з'явилися нові безкамерні шини з вираженим протектором, а також кілька інших елементів, що забезпечують високу прохідність. Для пересування по засніжених поверхнях на передній осі помістили кріплення для установки лиж. Задня вісь, у свою чергу, могла стати основою для гусеничного блоку, у якому до колеса броньовика додавалися два додаткові котка та гусінь. Габарити гусеничного рушія змусили шведських інженерів зробити виріз у броньованому корпусі. Випробування друге прототипу не виявили жодних переваг перед першим. Бензиновий двигун як і раніше був недостатньо потужним для покращення характеристик.

### Pbil m/26
У 1926 році був побудований третій дослідний зразок броньовика. Через декілька серйозних нововведень він отримав нове позначення — Pbil м/26. Змінилася конструкція люка водія, решітки двигуна та інших елементів корпусу. Згідно з деякими джерелами, бронеавтомобіль м/26 отримав бензиновий двигун потужністю 45 к.с. Також була проведена заміна озброєння, замість 6,5-мм кулемета в башті встановили напівавтоматичну 37-мм нарізну гармату «Гочкіс». Завдяки цьому м/26 міг протидіяти не тільки живій силі, а й з бронетехніці супротивника.
Всі три бронеавтомобіля моделей м/25 і м/26 мали багато недоліків. Тим не менш, військові взяли їх в експлуатацію для накопичення досвіду. Шведська армія використовувала цю техніку приблизно десяти років. Відомо, що в 1935 році перший м/25 пройшов капітальний ремонт і був модернізований. Орієнтовно в середині тридцятих років броньовики з вичерпаним ресурсом відправили на зберігання, а на початку наступного десятиліття порізали на метал.